# Girl You Know It's True (album)
Girl You Know It's True è un album in studio del gruppo musicale Milli Vanilli, pubblicato nel 1989 negli Stati Uniti.

## Descrizione
L'album è una riedizione di All or Nothing, pubblicato pochi mesi prima in Europa. L'edizione americana conserva cinque tracce (I'm Gonna Miss You, All or Nothing, Baby Don't Forget My Number, Dreams to Remember, Girl You Know It's True) e aggiunge nuovi brani, tra cui Blame It on the Rain, successivamente distribuita in versione estesa per il mercato europeo in The U.S.-Remix Album: All or Nothing.

## Accoglienza
L'album fu un grande successo in America, producendo cinque singoli che entrarono nella Top 5 della Billboard Hot 100, tre dei quali alla prima posizione. L'intero disco trascorse sette settimane in cima alla Billboard 200 tra il 1989 e il 1990. Il successo fece guadagnare al gruppo un Grammy Award al miglior artista esordiente, in seguito ritirato per via delle accuse di playback ai due frontmen Fab Morvan e Rob Pilatus.

## Tracce
1. Girl You Know It's True (Ky Adeyemo, Rodney Halloway, Kevin Liles, Bill Pettaway Jr., Sean Spencer) – 4:13
2. Baby Don't Forget My Number (Farian, B. Nail aka Brad Howell) – 3:59
3. More Than You'll Ever Know (Ernesto Phillips) – 4:32
4. Blame It on the Rain (Diane Warren) – 4:19
5. Take It as It Comes (Climie Fisher, Dennis Morgan) – 3:41
6. It's Your Thing (O'Kelly Isley, Ronald Isley, Rudolph Isley) – 3:51
7. Dreams to Remember (Frank Farian, Mary Applegate, Dietmar Kawohl) – 3:54
8. All or Nothing (Farian, Nail, P.G. Wilder) – 3:17
9. I'm Gonna Miss You (Farian, Kawohl, Peter Bischoff Fallenstein) (aka Girl I'm Gonna Miss You) – 3:57
10. Girl You Know It's True (N.Y. Subway Extended Mix) – 6:27